# Train de machines
 (septembre 2008).
Si vous disposez d'ouvrages ou d'articles de référence ou si vous connaissez des sites web de qualité traitant du thème abordé ici, merci de compléter l'article en donnant les références utiles à sa vérifiabilité et en les liant à la section « Notes et références ».
Un train de machines est un ensemble composé d'au minimum de trois locomotives sans toutefois dépasser treize machines[réf. nécessaire]. Cet ensemble permet d'expédier plus facilement des machines d'un dépôt à un autre car un seul conducteur suffit. Le conducteur présent doit être apte à conduire la machine de tête ou celle de queue pour faciliter les manœuvres dans les dépôts. Il est également possible qu'une locomotive soit seule, qu'il y ait une UM2 (unité multiple de deux machines) ou une machine plus une autre comme véhicule ; dans ces situations, on parle de marche haut-le-pied (HLP).